# Bistum Kildare und Leighlin
Das Bistum Kildare und Leighlin (lateinisch Dioecesis Kildariensis vel Darensis et Leighliensis, irisch Deoise Chill Dara agus Leithghlinne, englisch Diocese of Kildare and Leighlin) ist eine in Irland gelegene römisch-katholische Diözese mit Sitz in Carlow.

## Geschichte

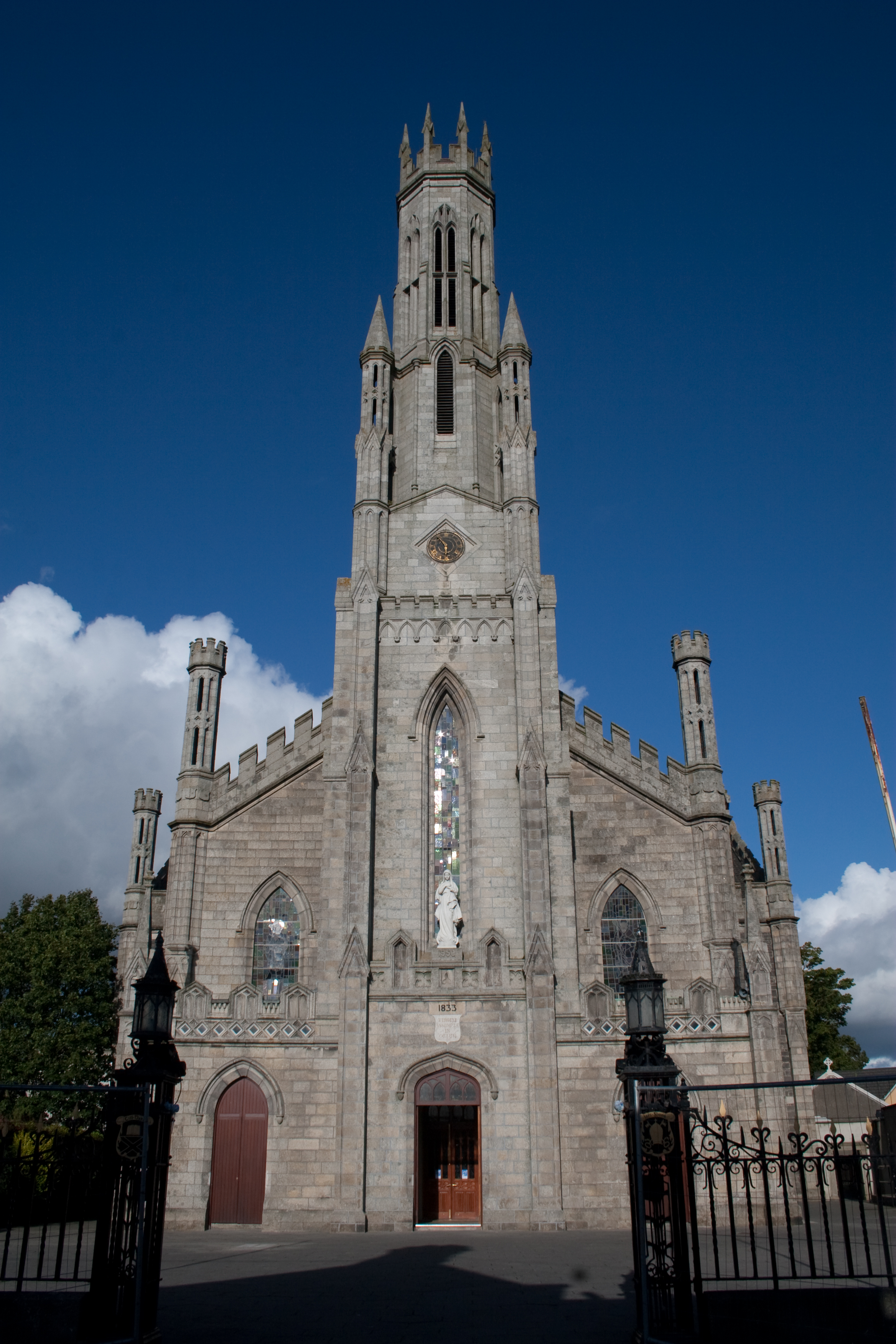
Kathedrale in Carlow

Das Bistum Kildare und Leighlin wurde im Jahre 519 durch Papst Hormisdas als Bistum Kildare errichtet. 1152 wurde das Bistum Kildare dem Erzbistum Dublin als Suffraganbistum unterstellt. Dem Bistum Kildare wurde 1678 das Bistum Leighlin angegliedert. 
Das Bistum Leighlin wurde vor der Verlegung des Bischofssitzes als Bistum Slébte bezeichnet (so altirisch, neuirischer Name des Ortes Sléibhte, englisch Sleaty) und lag in der Kirchenprovinz Armagh. Heute existiert hierauf fußend das Titularbistum Slebte.